# Daniel Congré
Daniel Congré (født 5. april 1985 i Toulouse, Frankrig) er en fransk fodboldspiller, der spiller som forsvarsspiller hos Ligue 1-klubben Montpellier i sin fødeby. Han pillede for Toulouse hele sin ungdomskarierre og spillede som senior 2004-2012.

## Landshold
Congré har (pr. marts 2009) endnu ikke optrådt for Frankrigs A-landshold, men spillede mellem 2004 og 2006 syv kampe for landets U-21 hold.